# Winkelhof (Seinsheim)
Winkelhof ist ein Gemeindeteil des Marktes Seinsheim im Landkreis Kitzingen (Unterfranken, Bayern). Winkelhof liegt in der Gemarkung Wässerndorf.

## Geografische Lage
Der Weiler liegt im äußersten Südwesten des Seinsheimer Gemeindegebietes am Breitbachzufluss Ickbach. Weiter im Norden sind zwei Mühlen am Bach ebenfalls Gemeindeteile von Seinsheim. Es handelt sich um die Barthsmühle und die Winkelhofmühle, unmittelbar nördlich davon. Entlang des Baches verläuft die Kreisstraße KT 21 durch Winkelhof, etwas westlich davon befindet sich die Bahnstrecke Würzburg-Treuchtlingen. Weiter im Osten liegt Wässerndorf, im Süden steht die Holzmühle. Im Westen beginnt das Gemeindegebiet von Martinsheim, die Bundesautobahn 7 führt in einiger Entfernung an Winkelhof vorbei.

## Geschichte
Über die Geschichte des Winkelhofes ist nur sehr wenig bekannt. Ursprünglich bestand wohl lange Zeit lediglich ein Hof, der den  Herren von Schwarzenberg unterstellt war. Die Herren blieben auch nach der Mediatisierung zu Beginn des 19. Jahrhunderts für die Bewohner des Winkelhofes verantwortlich, der nun zum Großherzogtum Würzburg gehörte. Am 26. Mai 1810 vereinbarten das Großherzogtum und das Königreich Bayern eine Grenzpurifikation, der Winkelhof wurde bayerisch. Mit dem Gemeindeedikt (frühes 19. Jahrhundert) wurde Winkelhof dem Steuerdistrikt Gnötzheim und der Ruralgemeinde Wässerndorf zugewiesen.
In der Mitte des 19. Jahrhunderts büßten die Herren von Schwarzenberg ihre Verfügungsgewalt über den Winkelhof endgültig ein, das Geschlecht erwarb den Hof stattdessen käuflich bzw. zahlte ihn ab. Die heutige Größe erreichte der Weiler zwischen 1930 und 1941. Damals wurden heimatlos gewordene Bauern aus dem Ort Bonnland bei Hammelburg, das dem Bau eines Truppenübungsplatzes weichen musste, dort angesiedelt. Die Bonnländer errichteten in der Folgezeit eine Kirche in Wässerndorf.
Im Zuge der Gebietsreform in Bayern wurde Winkelhofmühle am 1. Mai 1978 nach Seinsheim eingemeindet.

### Einwohnerentwicklung
| Jahr      | 001818 | 001836 | 001840 | 001861 | 001871 | 001885 | 001900 | 001925 | 001950 | 001961 | 001970 | 001987 |
| Einwohner | *12    | *18    | *18    | †      | 10     | 22     | 16     | 14     | 9      | 34     | 28     | +      |
| Häuser    | *2     | *3     | *3     |        |        | 2      | 2      | 2      | 1      | 6      |        | +      |
| Quelle    | [ 6 ]  | [ 11 ] | [ 12 ] | [ 13 ] | [ 14 ] | [ 15 ] | [ 16 ] | [ 17 ] | [ 18 ] | [ 19 ] | [ 20 ] | [ 21 ] |

## Religion
Winkelhof ist römisch-katholisch geprägt und bis heute nach St. Peter und Paul (Seinsheim) gepfarrt.